# Musikhaus Cieplik

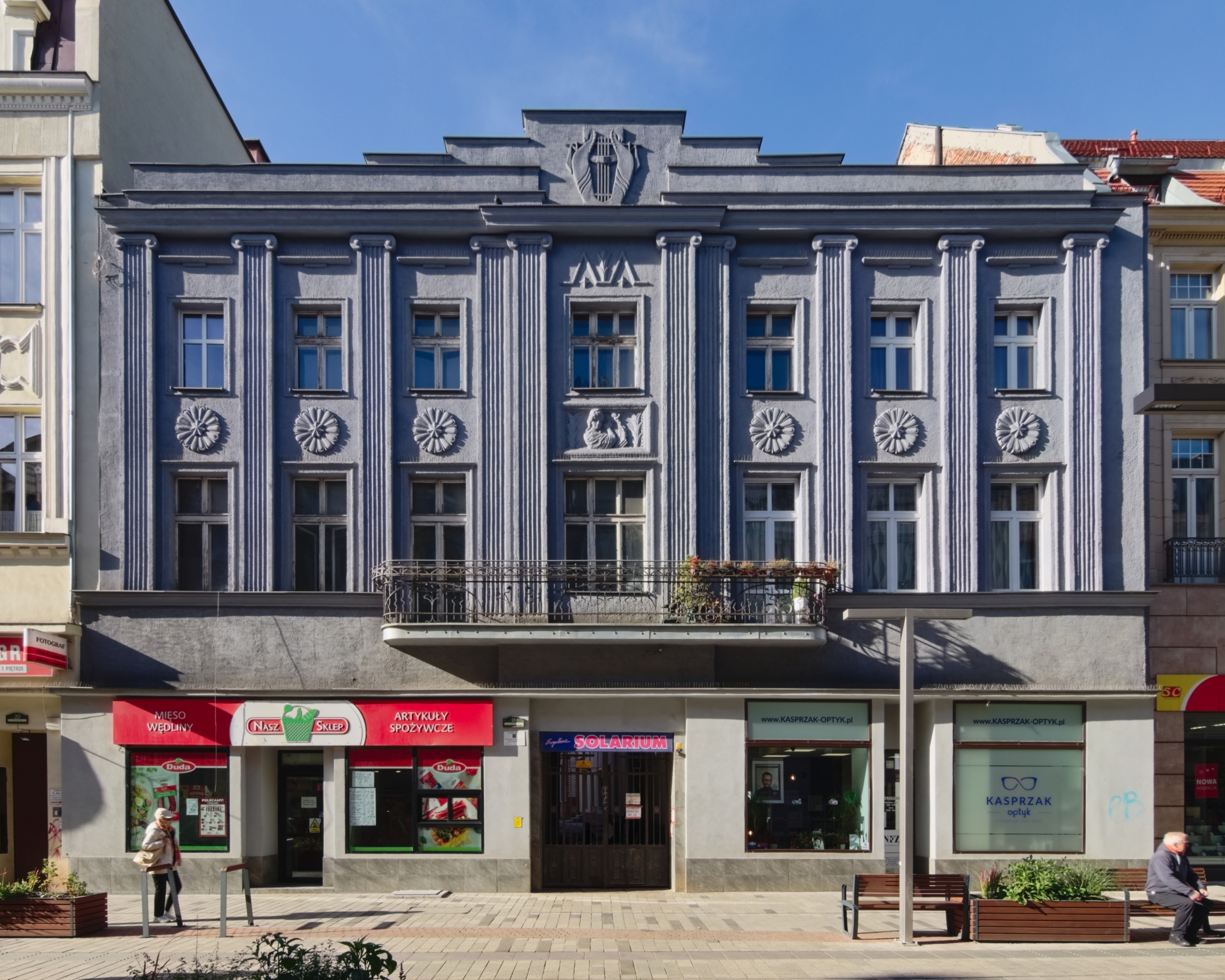
Kamienica w Bytomiu przy ulicy Dworcowej 18 należąca przed II wojną światową do Musikhaus Cieplik (2023)

Musikhaus Cieplik – przedsiębiorstwo istniejące w latach 1892–1944, zajmujące się głównie budową, naprawą i sprzedażą instrumentów muzycznych.
Założycielem Musikhaus Cieplik był Thomas Cieplik (ur. 1862 r., zm. 15 marca 1925 r.) – nauczyciel, handlowiec, organista, kompozytor i fabrykant pianin. Urodzony w Kuniowie, początkowo był nauczycielem, a później organistą w Miechowicach. W 1892 r. założył skład instrumentów wraz z zakładem naprawczym w Bytomiu przy Tarnowitzerstrasse 13 (dzisiejsza Jainty, obecnie budynek nie istnieje). Początkowo zajmował się sprzedażą akordeonów, cytr i fisharmonii; następnie poszerzył asortyment o fortepiany, pianina i instrumenty smyczkowe. Od około 1896 r. budował pianina sygnowane własnym nazwiskiem. 

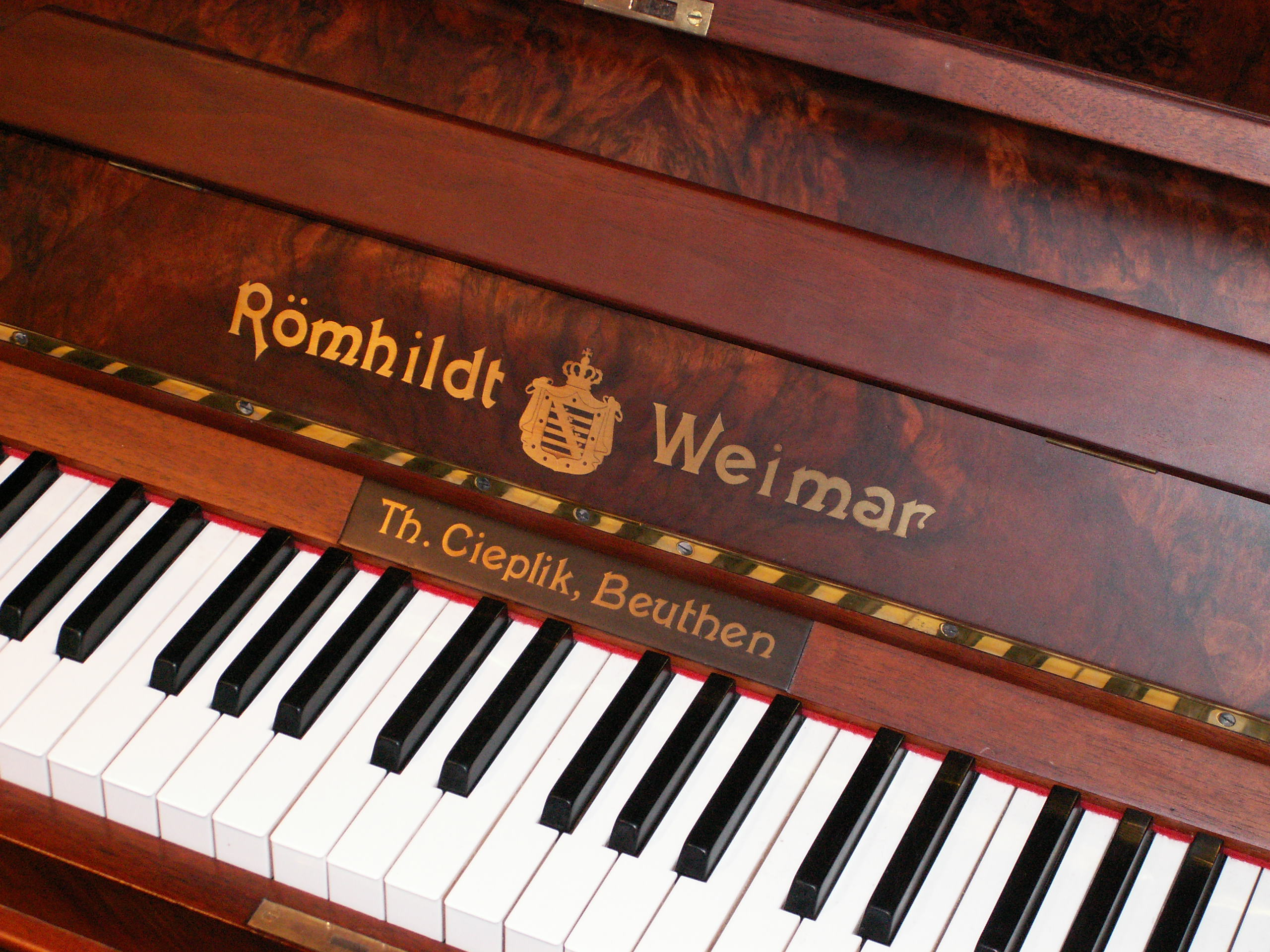
Pianino marki Romhildt oznaczone logiem składu Cieplika w Bytomiu.

W 1900 r. sprzedawał także instrumenty światowych producentów min: Steinway, Blüthner. Zajmował się także budową instrumentów smyczkowych oraz produkcją strun basowych do fortepianów i pianin. W 1906 r. firma Cieplika wzbogaciła się o dwa budynki przy Bahnhofstrasse 10 i 33 (obecnie Dworcowa 18 i 21). Jedynym śladem, który dotrwał do naszych czasów po Musikhaus Cieplik jest rzeźba na fasadzie jednego z nich przedstawiająca kobietę z lirą w ręku.
Przed I wojną światową firma zajmowała się głównie naprawą i strojeniem pianin i fortepianów; w okresie międzywojennym prowadzono też wydawnictwo muzyczne i skład nut oraz gramofonów. W 1912 r. zostało założone konserwatorium, które w latach swojej świetności liczyło 1 300 uczniów. Po śmierci pryncypała firmę przejął syn dr Theobald Cieplik i Anna Cieplik, przekształcając ją w sp. z o. o.

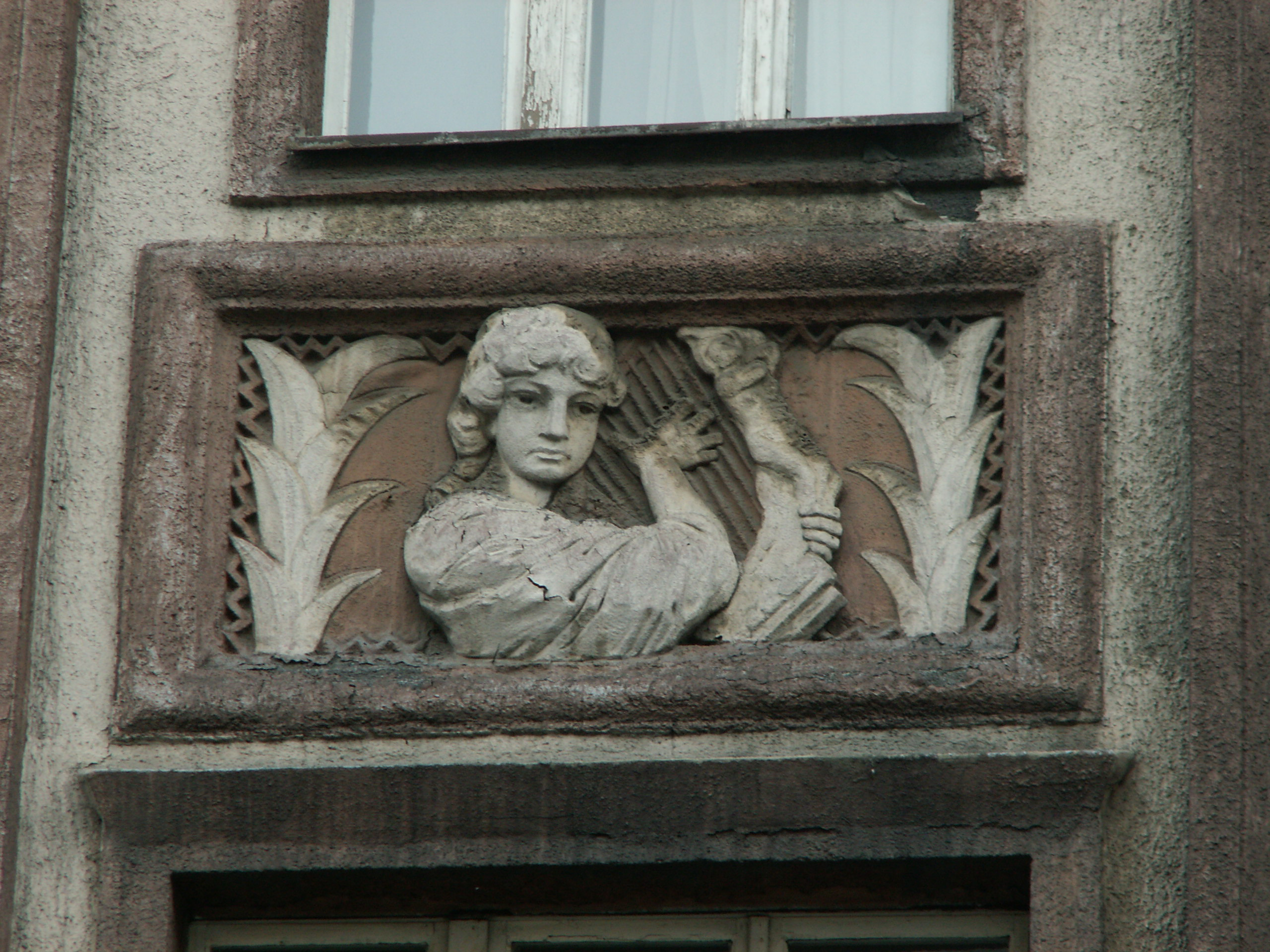
Rzeźba na fasadzie budynku przedstawiająca kobietę z lirą w ręku.

Firma posiadała także filię w Gliwicach, Raciborzu, Zabrzu, Opolu.
Ukoronowaniem działalności Musikhaus Cieplik było zorganizowanie w 1927 r. koncertu Karola Szymanowskiego.
Musikhaus Cieplik przetrwał do 1944 r., jednak oddzielone po śmierci założyciela konserwatorium stopniowo podupadało, a pod koniec istnienia zostało upaństwowione przez nazistów. Po zajęciu Bytomia przez sowietów część instrumentów zniszczono, a to co przetrwało zostało przeniesione do gmachu przy obecnej ulicy Moniuszki gdzie później powstała istniejąca do dzisiaj szkoła muzyczna.